# Міркування про першу декаду Тіта Лівія
Міркування про першу декаду Тіта Лівія (італ. Discorsi sopra la prima deca di Tito Livio) - історична праця складена на початку XVI сторіччя (близько 1517 року) флорентійським мислителем і політичним діячем Нікколо Макіавеллі, більш відомим як автор політичного трактату "Державець". 
Назва праці відсилає читачів до перших десяти книжок "Ab Urbe condita libri" римського історика Тіта Лівія, де викладена історія розширення Рима аж до Самнітських війн.
Книга складається з вступного слова та трьох книг зі 142 пронумерованими розділами. Перші дві книги (але не третя) представлені ненумерованими передмовами. На додаток до передмови та інших нумерологічних курйозів, які зустрічаються в творах Макіавеллі, було багато сказано про збіг того, що історія Лівія також містить 142 книги. Макіавеллі каже, що в першій книзі буде обговорюватися те, що відбулося всередині Риму в результаті громадської ради (I 1.6), у другій – рішення, прийняті римським народом щодо збільшення імперії (II Пр.3), а у третій – як дії конкретних людей зробив Рим великим (III 1.6).
У своїй великій праці Макіавеллі, який був переконаним республіканцем, розвиває власну ідею ідеальної держави, загальною ниткою якої служить римський історик Тіт Лівій (59 р. до н. е. – 17 р. н. е.), “бо лише Лівій займався основою Римської держави ". Макіавеллі докладно зупинився на тому, що історія повторюється, і навів у своїй праці безліч прикладів з античності та сучасної йому історії Італії (Італійські війни).